# بانک نیویورک ملون

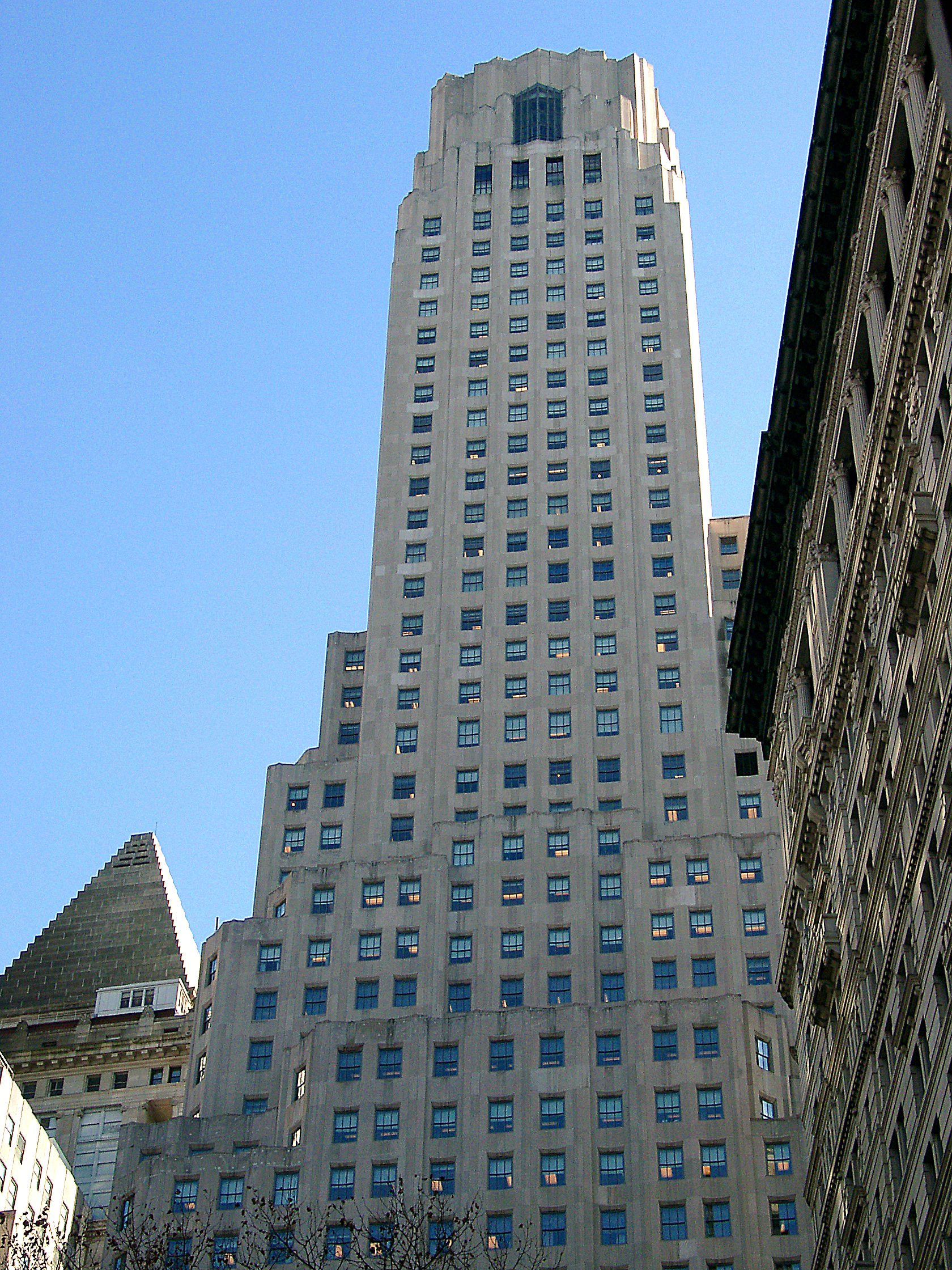
ساختمان مرکزی بانک نیویورک ملون در وال استریت

بانک نیویورک ملون (به انگلیسی: The Bank of New York Mellon) شرکت خدمات مالی و بانکداری آمریکایی است، که در سال ۲۰۰۷ از ادغام بانک نیویورک و شرکت ملون فایننشل تأسیس شد.
بانک نیویورک ملون هم‌اکنون به‌عنوان قدیمی‌ترین بانک فعال در ایالات متحده محسوب می‌شود که ریشه‌های تأسیس آن به سال ۱۷۸۴ و شکل‌گیری بانک نیویورک توسط الکساندر همیلتون باز می‌گردد. امروزه فعالیت‌های این بانک در حوزه‌های بانکداری سرمایه‌گذاری، مدیریت سرمایه‌گذاری، مدیریت ثروت و سرویس‌های مرتبط با دارایی متمرکز می‌باشد.
در سال ۲۰۱۱ مجموع سرمایه تحت مدیریت بانک نیویورک ملون بیش از ۱٫۴ تریلیون دلار و دارایی‌های تحت حضانت آن بالغ بر ۲۷٫۶ تریلیون دلار اعلام گردید، که بر پایه این آمار بانک نیویورک ملون به‌عنوان بزرگترین بانک سپرده‌گذاری در جهان به‌شمار می‌آید.
شعبه مرکزی این بانک در منهتن، نیویورک قرار دارد و بخشی از سهام آن در بازارهای بورس نیویورک و بورس توکیو معامله می‌شود. بانک نیویورک ملون هم‌اکنون از سوی هیئت ثبات مالی به‌عنوان یکی از ۲۸ بانک سیستمیک جهان نیز شناخته می‌شود.